# Otto Abt (Autor)
Otto Abt (* 13. Januar 1931 in Stenden; † 26. September 2019) war ein deutscher Autor.

## Leben
Abt wurde als Sohn einer Lehrerfamilie in Stenden (Kerken) am Niederrhein geboren. Schon nach wenigen Jahren zogen seine Eltern nach Marienthal bei Wesel. Nach dem frühen Tod seines Vaters wechselte er häufig den Wohnort und beendete seine Schullaufbahn mit dem Abitur am Gymnasium in Borken.
An der damaligen Pädagogischen Akademie in Essen-Kupferdreh studierte er hauptsächlich bei Josef Pieper Philosophie und Literatur. Seine im Jahr 1953 für seinen Musikdozenten und Orgellehrer Kohnle verfasste Abschlussarbeit trug den Titel: Die phänomenologische Wesenserfassung der Musik als Voraussetzung für eine Grundlehre der Musik.
Im Jahr 1953 trat er seine erste Stelle als Lehrer an der einklassigen Schule in Obersdorf bei Siegen an. Im Jahr 1960 erteilte er dort den ersten Englischunterricht an einer Volksschule im Siegerland, musizierte mit seinen Kindern auf dem Orffschen Schulwerk nach der Partitur von Carl Orff, sowie experimentell. Zusätzlich erhielt er eine Ausbildung im Kasperlespiel von Friedrich Arndt, dem Vertreter der Hohnsteiner Kasperbühne in Westdeutschland. Außerdem versah er das Amt eines Organisten an der Kirche Obersdorf/Rödgen.
Im Jahr 1963 übernahm er die Leitung der zweiklassigen katholischen Volksschule in Wilgersdorf. Von dort aus studierte er regelmäßig an der Universität zu Köln Kunstgeschichte und Pädagogik in seiner Eigenschaft als Organist (ein nebenberufliches Studium war einem Lehrer streng verboten). Von 1965/1966 an war er Hauptlehrer an der katholischen Grundschule Niederdielfen. Dort wurde er zum damals jüngsten Schiedsmann des Siegerlands berufen. Darüber hinaus übernahm er die Ausbildung der so genannten „Mikätzchen“ im Fach Musik. Er gehörte zum Prüfungsgremium für die Abnahme des ersten Staatsexamens.
Im Jahr 1968 kam er an die Hammerhütter Schule in Siegen, wo er nach kurzer Zeit zum Rektor befördert wurde. Ferner gründete er die Schola in Obersdorf/Rödgen. Im Jahr 1975 kam er als Schulleiter zur größten Grundschule Siegens, zur Fischbacherbergschule. Er war Dozent für Yoga und anschließend Tai Chi Chuan an der Volkshochschule der Stadt Siegen. In dieser Zeit gab er auch Fortbildungskurse in Sport – Chi Kong und Tai Chi – an der Universität Siegen. Bei einer Reihe von Kunstausstellungen in Siegen und Umgebung hielt er einleitende Referate. Des Weiteren bekleidete er das Amt des sachkundigen Bürgers beim Rat der Stadt Siegen als Sprecher der Grundschulen (1982–1990). Im Jahr 1993 trat er in den Ruhestand.
Er ist seit 1985 Gründungs- und Vorstandsmitglied der Deutsch-Indonesischen Gesellschaft Südwestfalen e. V. Überdies gründete er zusammen mit seiner Frau, einer Indonesierin, das Siegener Gamelanorchester.
Heute ist Abt Lehrer für Tai Chi und Marga Luyu 151.
Friedhelm Schick, Kreuztal, bearbeitete Abts Kompositionen und führte diese mit dem LSD-Quartett (Lahn, Sieg, Dill) seit dem 13. September 2015 (Konzert im Museum Wilnsdorf) während mehrerer Konzerte erfolgreich auf. (Siehe Kulturhandbuch Siegen-Wittgenstein Nr. 2323 und Homepage der DIG-Suedwestfalen.de unter Bücher)
Am 22. März 2018 spielte Klaus Kärcher, ehem. Solo-Oboist des Gürzenich-Orchesters, Abts Komposition „Abendlied“, in der Bearbeitung und mit Klavierbegleitung von Friedhelm Schick, als Uraufführung in Siegen. (Siehe: Siwikultur Kulturhandbuch 2323) Ende Dezember 2018 entstand „Canzone“. Dieses Musikstück erklang original am 29. Juni 2019 in München und in der Bearbeitung für ein Quintett durch Friedhelm Schick schon am 25. April 2019 in Siegen.
Am 9. Oktober 2016 wurde Abts Beitrag – Lesung aus seinem Buch: „Schwester Natur“ mit anschließendem Interview – im Literaturradio Bayern veröffentlicht, am 18. Juni 2018 folgte eine Lesung aus „Heitere Lichter“.

## Literarische Tätigkeit
Neben wenigen Artikeln in der Fachpresse erschienen erst nach seiner Pensionierung die eigentlichen literarischen Veröffentlichungen. Berthold Damshäuser gab die ersten Gedichte in den „Orientierungen“ 1997 heraus. Seit 2004 ist Abt Mitglied im Freien Deutschen Autorenverband NRW.

## Werke
- Aufbruch Unterwegs Abschied – Gedichte. Verlag Arthur Göttert, 1999.
- Von Liebe und Macht – Das Mahabharata. Horlemann Verlag, 2001.
- Schon schimmert Licht-Gedichte. Verlag Arthur Göttert, 2001.
- Gamelan aus Java. Zum Verständnis der Musik. Videel Verlag, 2002.
- Von Hoffnung und Freude – Das Ramayana. Horlemann Verlag, 2003.
- Worte aus der Stille – Haiku/Senryu. Durchblick-Verlag, 2005.
- Panji und Sekar Taji, Juwelen aus dem Regenwald. Horlemann Verlag, 2007.
- Der Alltag ist spannend; Ein Kaleidoskop aus Erlebtem, Reflektiertem, Erdachtem. Triga-Der Verlag, 2008.
- Herbstblätter. Haiku/Senryu. Deutscher Lyrik-Verlag, 2009.
- Auch das ist Islam – Sunan Kalijaga, der große Apostel aus Java. Triga-Der Verlag, 2010.
- So war es im Siegerland – 50 Jahre Mäckes. Durchblick-Verlag, 2010.
- Gelebter Augenblick – Haiku/Senryu. Shaker Media, 2011.
- Verborgene Weisen – Haiku/Senryu. Durchblick-Verlag, 2014.
- Schwester Natur - Haiku/Senryu. Verlag BoD, 2016
- Sommerklangspiele - Haiku/Senryu. Verlag BoD, 2017
- Heitere Lichter - Haiku/Senryu. Verlag BoD, 2018[3]
- Verzaubert vom Frühling - Haiku/Senryu. Verlag BoD, 2019[4]

Sonstige Veröffentlichungen
- Orientierungen-Zeitschrift zur Kultur Asiens, 1997.
- Seminar Nasional Indonesia 2005 Sammelband; U N Y Yogyakarta.
- CD: Prof. Dr. Udo Tworuschka: Religiopolis; Klett Verlag.
- Kora Kalender 2007 Haiku.
- Südostasien Magazin Nr. 1, 2, 2007; Nr. 2, 2008.
- Ein kleines Buch voll Liebe, 2009, Pons Verlag.
- von wegen wortkarg Buch des Dichterstammtisches Siegen, 2010.
- Galerie des FDA-NRW im Internet.
- B. Damshäuser / M. Rottmann (Hrsg.):Wege nach – und mit – Indonesien, 2015, regiospectra Verlag.
- Kita – Magazin der Deutsch-Indonesischen Gesellschaft Köln Panji-Wiederbelebung eines javanischen Kulturerbes 1/2015.
- durchblick Autorenzeitschrift; Siegen:1/2018; 1/2015; 3/2014;4/2013;2/2012;3/2011.